# Glamorgan

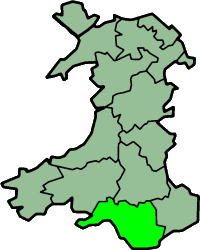
Condado histórico de Glamorgan

Glamorgan, também designado por Glamorganshire é um condado histórico do País de Gales. Foi durante a Idade Média um reino, com diversas designações e fronteiras, até ser conquistado pelos Normandos. 
O condado de Glamorgan foi substituído por três condados preservados do País de Gales: West Glamorgan, Mid Glamorgan e South Glamorgan. O nome ainda se mantém no condado borough de Vale of Glamorgan.

## História
Glamorgan foi fundada como um reino de nome Glywysing. No séc. X, tornou-se conhecido como Morgannwg, devido ao seu rei Morgan Hen. Por diversas ocasiões fez parte dos reinos vizinhos de Gwent e Ergyng. Glamorgan foi a segunda região do país, a seguir a Gwent, a ser ocupada pelos Normandos; e uma região que era frequentemente palco de batalhas entre os Lordes dos Pântanos, e os Príncipes Galeses.

## População
- 1831: 126 612 habitantes
- 1911: 1 120 910 habitantes
- 1961: 1 229 728 habitantes
- 1991: 1 288 309 habitantes (total dos três condados preservados)
- 2001: 1 400 000 habitantes (estimativa)
- 2007: 1 600 000 habitantes (estimativa)

## Geografia
A geografia do condado de Glamorgan abrange diversos tipos de regiões: vales industriais, o vale rural de Vale of Glamorgan e a península de Gower.
Glamorgan faz fronteira a norte com Brecknockshire, a este com Monmouthshire, a sul com o canal de Bristol e a oeste por Carmarthenshire e pela baía de Carmarthen. A sua área total é de 2 100 km², e o seu ponto mais elevado é em Craig y Llynfica, a 600m de altitude.
Este condado é o de maior população, e o mais industrializado, do País de Gales. A zona norte é montanhosa, dividida por estreitos vales, caracterizados pela urbanização em forma de faixa. 
Glamorgan já foi uma região onde a indústria do carvão dominava mas, actualmente, apenas restam duas minas: Tower Colliery em Hirwaun, e Aberpergwm Colliery em Glynneath. Em fase de reabertura, está a mina Unity Mine (anteriormente designada por Pentreclwydau Colliery).  
O Vale de Glamorgan, abrange grande parte da zona sul, desde Porthcawl a Cardiff. É uma região de baixa elevação, e pequenas aldeias. A oeste, a seguir a Swansea, fica a península de Gower, uma área geográfica de beleza natural.
Os principais rios de Glamorgan incluem os rios Taff, Ely, Ogmore, Neath, Dualais, Tawe, Rhymney (na fronteira com Monmouthshire) e o Loughor (na fronteira com Carmarthenshire). As principais cidades são Aberdare, Barry, Bridgend, Cardiff, Caerphilly, Cowbridge, Maesteg, Merthyr Tydfil, Mountain Ash, Neath, Penarth, Pontypridd, Porthcawl, Port Talbot e Swansea.

## Governo

Bandeira oficial de Glamorgan, depois setembro 2013.

Após a queda do reino de Morgannwg, às mãos de Robert FitzHamon, em 1091, a região tornou-se no Lordship inglês de Glamorgan, também chamado de Lordship of Glamorgan and Morgan, devido a estar dividido pela zona normanda de Vale of Glamorgan, e as terras altas galesas de Morgannwg (em inglês, Morgan). Ambas as áreas estavam sob o controlo dos Lords Normandos de Glamorgan (ou Earls de Gloucester)
Em 1535, a primeira Lei da União, juntou o Lordship de Gower e Kilvey, a Glamorgan, criando o condado histórico de Glamorgan. Um condado de natureza administrativa foi criado pela Lei do Governo Local, de 1888, que não incluía Swansea e Cardiff, condados borough independentes; a estes se juntaria Merthyr Tydfil. 
O brasão de Glamorgan, concedido em 1950, é "de ouro, com três asnas entre três rosas Tudor, e prata", adaptado do brasão de De Clare Marcher Lords. A sua divisa é A Ddioddefws A Orfu (Aquele que sofreu, conquistou).
Pela Lei do Governo Local, de 1972, o condado foi abolido, em 1 de Abril de 1974, sendo estabelecidos três novos condados, West Glamorgan, Mid Glamorgan e South Glamorgan. Actualmente (2007), encontra-se subdividido em autoridades unitárias.
Porem, em setembro 2013, uma bandeira oficial de Glamorgan foi adotada, que es vermelha com três cabrias ou asnas de branco. Esta bandeira apareça também no brasão da cidade de Cardiff, onde é segurada por o dragão vermelho.